# Association de volley-ball arabe
 (août 2024).
La mise en forme du texte ne suit pas les recommandations de Wikipédia : il faut le « wikifier ».
Les points d'amélioration suivants sont les cas les plus fréquents. Le détail des points à revoir est peut-être précisé sur la page de discussion.
- Les titres sont pré-formatés par le logiciel. Ils ne sont ni en capitales, ni en gras.
- Le texte ne doit pas être écrit en capitales (les noms de famille non plus), ni en gras, ni en italique, ni en « petit »…
- Le gras n'est utilisé que pour surligner le titre de l'article dans l'introduction, une seule fois.
- L'italique est rarement utilisé : mots en langue étrangère, titres d'œuvres, noms de bateaux, etc.
- Les citations ne sont pas en italique mais en corps de texte normal. Elles sont entourées par des guillemets français : « et ».
- Les listes à puces sont à éviter, des paragraphes rédigés étant largement préférés. Les tableaux sont à réserver à la présentation de données structurées (résultats, etc.).
- Les appels de note de bas de page (petits chiffres en exposant, introduits par l'outil «  Source ») sont à placer entre la fin de phrase et le point final[comme ça].
- Les liens internes (vers d'autres articles de Wikipédia) sont à choisir avec parcimonie. Créez des liens vers des articles approfondissant le sujet. Les termes génériques sans rapport avec le sujet sont à éviter, ainsi que les répétitions de liens vers un même terme.
- Les liens externes sont à placer uniquement dans une section « Liens externes », à la fin de l'article. Ces liens sont à choisir avec parcimonie suivant les règles définies. Si un lien sert de source à l'article, son insertion dans le texte est à faire par les notes de bas de page.
- La présentation des références doit suivre les conventions bibliographiques. Il est recommandé d'utiliser les modèles {{Ouvrage}}, {{Chapitre}}, {{Article}}, {{Lien web}} et/ou {{Bibliographie}}. Le mode d'édition visuel peut mettre en forme automatiquement les références.
- Insérer une infobox (cadre d'informations à droite) n'est pas obligatoire pour parachever la mise en page.

Pour une aide détaillée, merci de consulter Aide:Wikification.
Si vous pensez que ces points ont été résolus, vous pouvez retirer ce bandeau et améliorer la mise en forme d'un autre article.
L'Association de volley-ball arabe ou AVA (الاتحاد العربي للكرة الطائرة en arabe) est une confédération de volley-ball fondée le 12 janvier  1975 à Bagdad (Irak). Elle regroupe tous les pays de la Ligue arabe.

## Organisation de compétitions
L'AVA organise les compétitions entre clubs et entre sélections nationales à l'échelon arabe, quelle que soit la catégorie d'âge.
- Sélections nationales
  - Championnat arabe des nations de volley-ball
  - Volley-ball aux Jeux panarabes
  - Championnat arabe de volley-ball masculin des moins de 21 ans
  - Championnat arabe de volley-ball masculin des moins de 19 ans
  - Championnat arabe de beach volley-ball
  - Coupe Afro-Arabe de volley-ball (annulée)
  -  championnat arabe des nations féminin de volley-ball
- Clubs
  - Coupe arabe des clubs champions masculin 
  -  coupe arabe des clubs champions féminin

### pays fondateurs
- Le 12 janvier 1975 / 10 Dhou El-Hidja 1395 Hégir  à Bagdad capitale de l' Irak s'est tenu le congrès de l'Union arabe de volley-ball , en présence des représentants de onze pays arabes , l' Irak (pays hôte) ,  Bahreïn ,  Jordanie , Émirats arabes unis  ,  Somalie ,  Soudan ,  Koweït ,  Palestine , Libye   , Yémen démocratique  (Yémen du Nord ) et l'  Égypte .
- le premier congrès constitué s'est tenu au  Bahreïn en 1976 .

## Liste des fédérations membres
| Pays                | Confédération | Fédération                                        |
| ------------------- | ------------- | ------------------------------------------------- |
| Algérie             | CAVB          | Fédération algérienne de volley-ball              |
| Égypte              | CAVB          | Fédération Égyptienne de volley-ball              |
| Libye               | CAVB          | Fédération de Libye de volley-ball                |
| Maroc               | CAVB          | Fédération royale marocaine de volley-ball        |
| Soudan              | CAVB          | Fédération du Soudan de Volley-ball               |
| Somalie             | CAVB          | Fédération du Somalie de Volley-ball              |
| Tunisie             | CAVB          | Fédération tunisienne de volley-ball              |
| Arabie saoudite     | AVC           | Fédération d'Arabie saoudite de volley-ball       |
| Koweït              | AVC           | Fédération du Koweït de volley-ball               |
| Irak                | AVC           | Fédération d'Irak de volley-ball                  |
| Bahreïn             | AVC           | Fédération de Bahreïn de volley-ball              |
| Liban               | AVC           | Fédération du Liban de volley-ball                |
| Oman                | AVC           | Fédération d'Oman de volley-ball                  |
| Qatar               | Asie          | Fédération du Qatar de volley-ball                |
| Palestine           | AVC           | Fédération de Palestine de volley-ball            |
| Émirats arabes unis | AVC           | Fédération des Émirats arabes unis de volley-ball |
| Yémen               | AVC           | Fédération du Yémen de volley-ball                |
| Syrie               | AVC           | Fédération de Syrie de volley-ball                |
| Soudan              | CAVB          | Fédération du Soudan de volley-ball               |
| Jordanie            | AVC           | Fédération de Jordanie de volley-ball             |